# 1215 Boyer
1215 Boyer (1932 BA) là một tiểu hành tinh vành đai chính được phát hiện ngày 19 tháng 1 năm 1932 bởi Alfred Schmitt ở Algiers.